# Victoria and Albert Museum

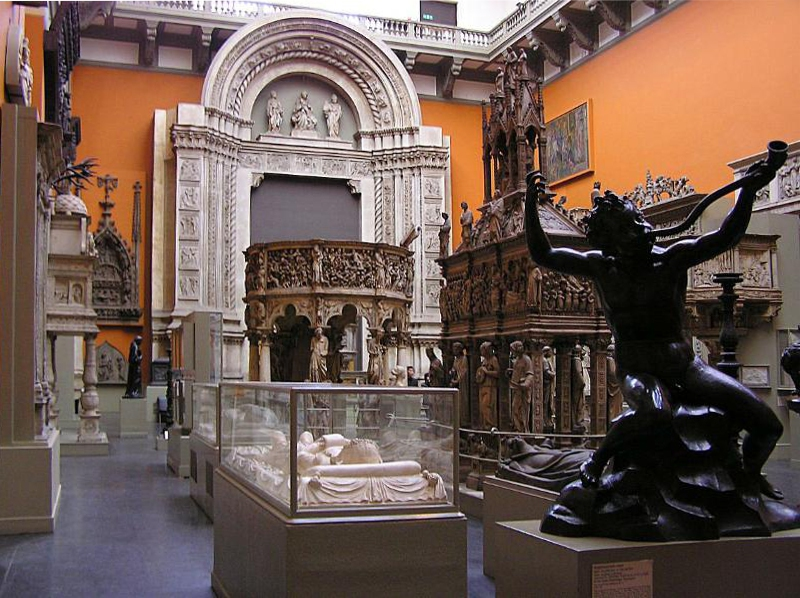
Cast Courts, sala 46b, calchi di alcune opere scultoree italiane fra cui sullo sfondo la Porta Magna della Basilica di San Petronio a Bologna di Jacopo della Quercia

Il Victoria and Albert Museum è un museo di arti applicate e decorative situato in Cromwell Road nella zona di South Kensington a Londra.

## Descrizione
È uno dei più importanti musei a livello mondiale dedicato alle arti applicate e alle arti minori, ma non mancano sezioni dedicate alla pittura (soprattutto il disegno), alla scultura e all'architettura. Ospita una collezione permanente di oltre 4,5 milioni di oggetti. È stato fondato nel 1852 e prende il nome dalla regina Vittoria e dal consorte principe Alberto. Si estende su circa 5,1 ettari e ospita 145 gallerie. La sua collezione comprende oltre 5000 anni di arte, dall'antichità ai giorni nostri, dalle culture d'Europa, al Nord America, Asia e Nord Africa.
Per quanto concerne l'Italia, il museo possiede la più grande collezione al mondo di opere del Rinascimento italiano al di fuori dell'Italia.
Alcune sale del museo sono dedicate alla "Cast Courts", dove si può vedere un'ampia raccolta di calchi integrali eseguiti a fine '800 che riproducono le più importanti opere scultoree italiane e alcune europee, fra cui addirittura il portale maggiore della basilica di San Petronio a Bologna e il portico della Gloria della cattedrale di Santiago di Compostela.
L'ingresso è tornato gratuito dal 2001.
Il Victoria and Albert Museum amministra altri cinque musei:
- Wellington Museum
- Osterley House
- Ham House
- il museo teatrale di Covent Garden

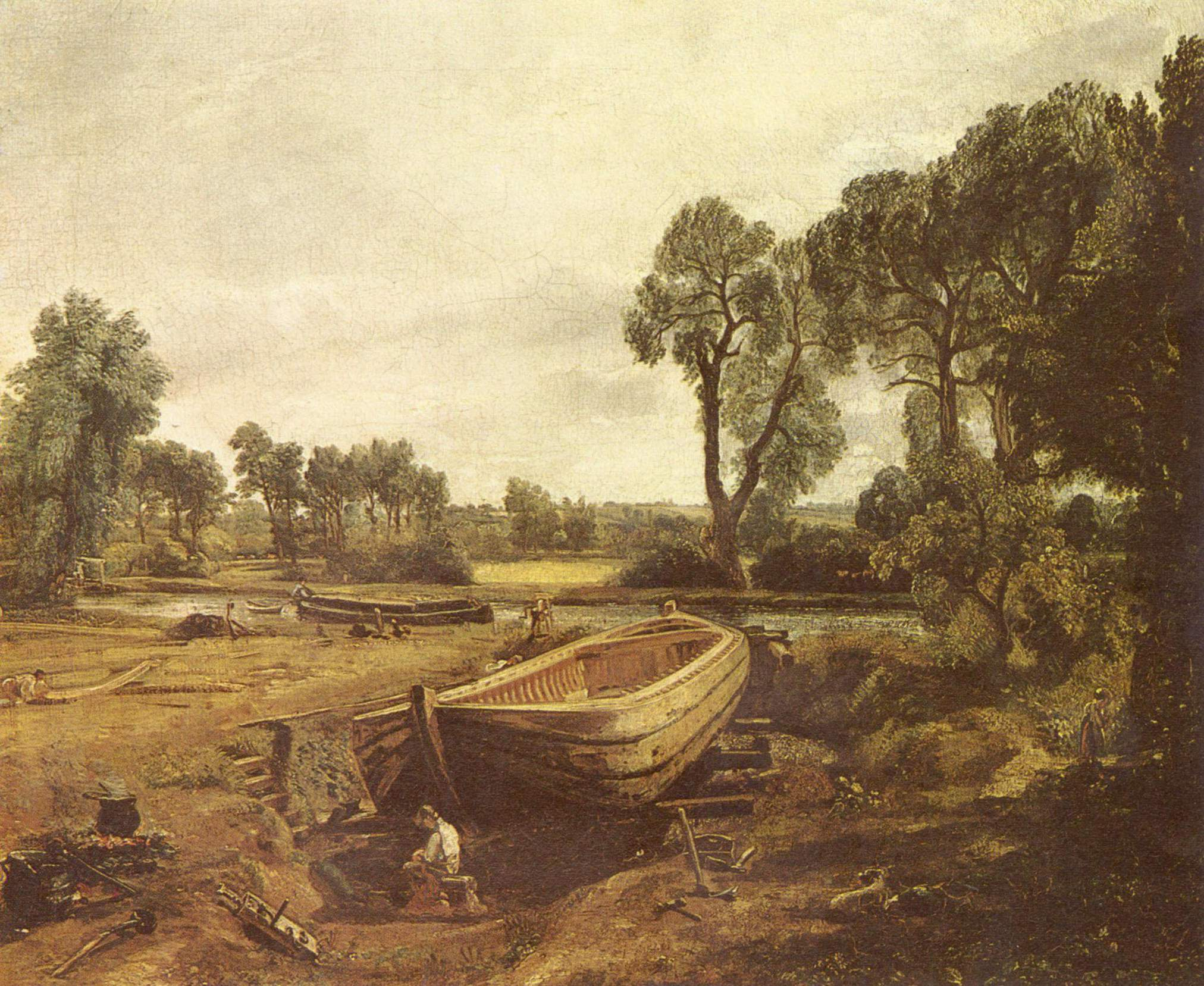
Barca in costruzione (John Constable)

- Bethnal Green Museum of Childhood

## Gioielleria
Nel Victoria and Albert Museum ci sono anche opere di gioielleria contemporanea uniche di James Rivière, considerato uno dei più importanti designer di gioielli del XX secolo, tra cui l'Optical Titanio Diago. Questo pendente unico del gioielliere milanese James Rivière è un interessante e relativamente precoce esempio di titanio utilizzato in gioielleria. Il design del ciondolo, con il suo motivo a strati di linee parallele, è stato influenzato dalla Op o Optical Art, ed è legato ai temi esplorati da Rivière dalla fine degli anni '60. Gli anni '70 videro molte sperimentazioni con nuovi materiali in gioielli. Tra i più colorati c'era il titanio metallico refrattario, con la sua colorazione superficiale iridescente ottenuta passando le correnti elettriche controllate attraverso il metallo.

## Strumenti musicali
Gli strumenti musicali sono generalmente classificati come mobili dal museo, anche se gli strumenti asiatici sono gestiti separatamente.
Tra i più importanti strumenti di proprietà del museo vi sono un violino di Antonio Stradivari del 1699, un oboe appartenuto a Gioachino Rossini, e una spinetta datata 1571 e realizzata da Annibale Rossi.
La collezione comprende anche un clavicembalo che si pensa sia stato di proprietà di Elisabetta I e pianoforti del tardo XIX secolo progettati da Edward Burne-Jones  e Baillie Scott.

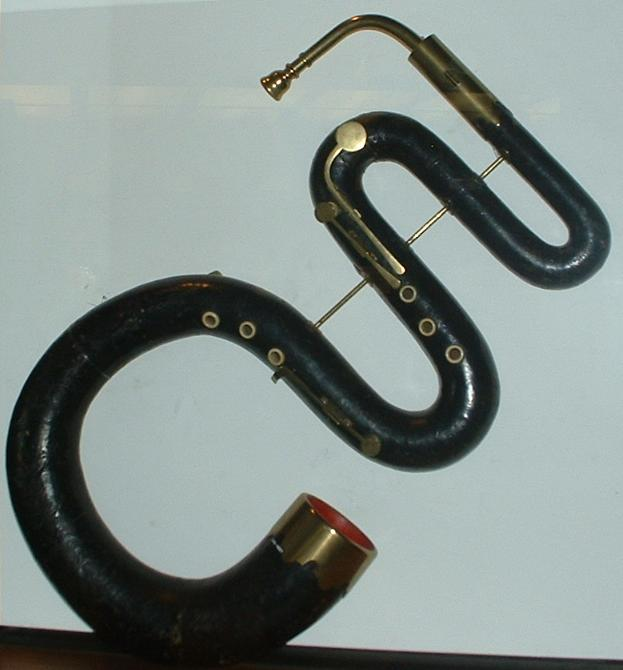
Serpentone
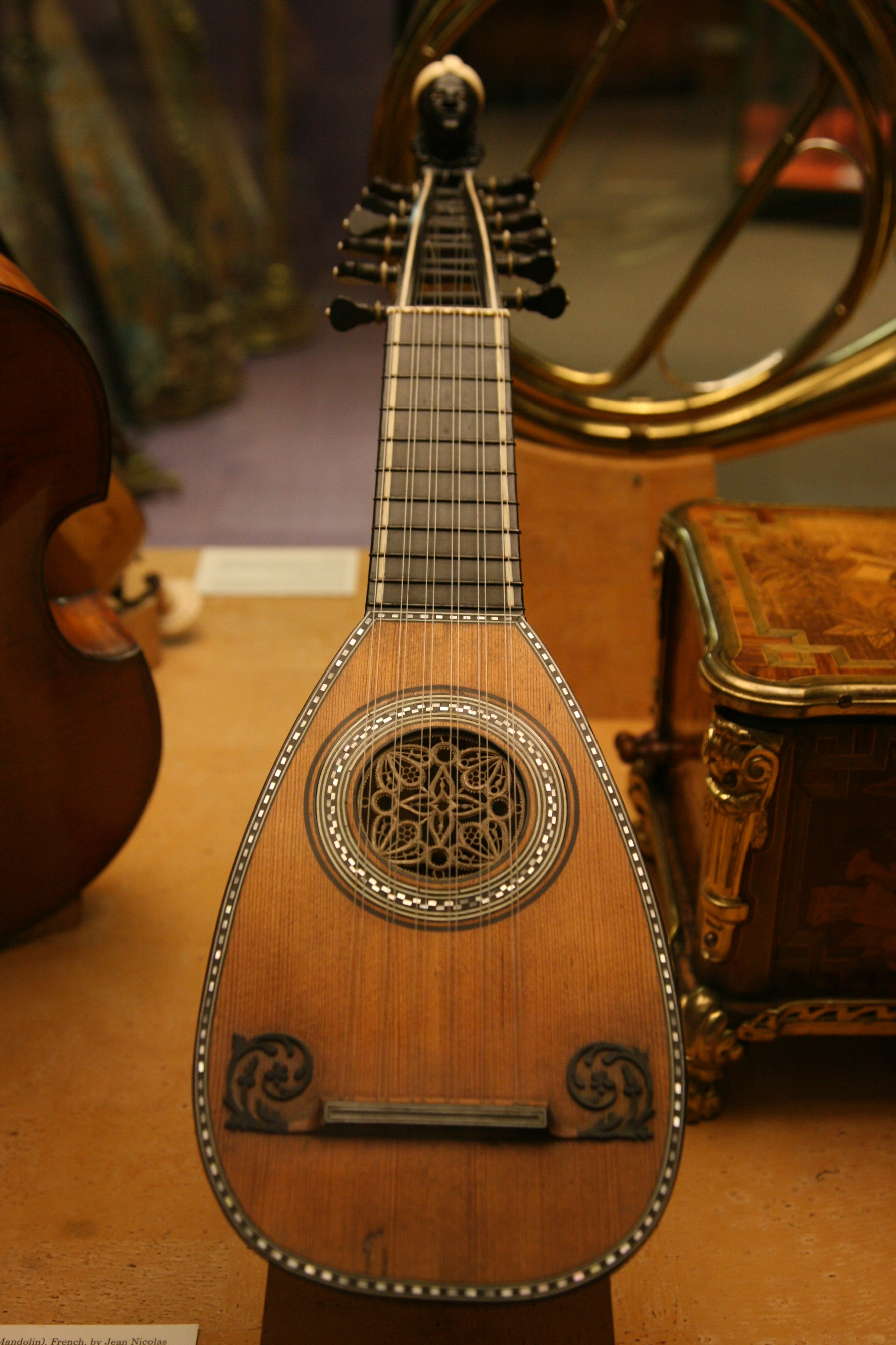
Mandolino Lombardo